# Leccionario 132
El Lecionário 132 (designado por la sigla ℓ 132 en la clasificación de Gregory-Aland) es un antiguo manuscrito en griego del Nuevo Testamento, paleograficamente fechado en el siglo XIV

## Descripción
El códice contiene enseñanzas de los Evangelios de Mateo, Marcos, Lucas y Juan (conocido como Evangelistarium), con muchas lagunas al fin del texto. Fue escrito en griego, y actualmente se encuentra en la Biblioteca del Vaticano.